# 小春ちゃん
『小春ちゃん』（こはるちゃん）は、1975年7月7日から同年9月29日までフジテレビ系列局で毎週月曜日夜21:00から21:55に放送されたテレビドラマである。
原作は井上ひさしの中編『浅草鳥越あずま床』。十朱幸代が主演・タイトルロールの小春を演じた。

## あらすじ
東京・台東区の浅草鳥越界隈を主な舞台とした、柳橋の売れっ子芸者、小春を中心として巡る人情劇。鳥越で生まれ育った小春は5歳の時、大工だった父が突然蒸発し、母一人子一人で育ってきたが、隣近所には孝ちゃん、徳ちゃん、雲ちゃん、昭ちゃんの“親衛隊”に喜ィちゃん率いる“若者部隊”といっぱいいるので全然寂しくないという時を送っていた。そんな小春の周りに起きる珍騒動を人情味豊かに描いた。

## キャスト
- 小春：十朱幸代
- 五琴（小春の母）：丹阿弥谷津子
- あずま床の孝ちゃん：植木等
- 福の湯の徳ちゃん：牟田悌三
- 風俗画家の雲ちゃん：加藤武
- かもじ屋の昭ちゃん：山田吾一
- 尾崎：寺尾聰
- スナック「K」の喜ィちゃん：下条アトム
- 久美：永野裕紀子
- お駒：一の宮あつ子
- 五衛門：花沢徳衛

### ゲスト
第1話
- テレビ局の部長：中条静夫
- 野末陳平
- 露木茂（当時フジテレビアナウンサー）

第2話
- 大関：内藤武敏
- 不動産屋：桑山正一

第3話
- アラブの王子・タマーム殿下：今野雄二
- 桑畑：愛川欽也
- 古川：織本順吉
- 水沢：長谷川哲夫
- カオリ：常田あゆみ

第4話
- 西郷隆盛（かの偉人とは同姓同名の漁船員）：大門正明
- 勝子（西郷の恋人で偽装結婚相手）：山岸映子
- 園長：阿部進
- 脇田：藤村俊二
- 金沢：鍋谷孝喜

第5話
- ミスター・ゴットク（日系アメリカ人）：坊屋三郎
- 友子（ガム売りの女子高生）：高沢順子
- ちあきなおみ
- 武岡淳一

第6話
第7話
- マギー・テンプル（ヌードダンサー）：川崎あかね
- テンプルの母：川上夏代
- 水島ミキ（レコード係）：一谷伸江

第8話
- 土屋先生：大塚周夫
- かおり：ホーン・ユキ
- 君香（かおりの母）：佐々木すみ江

第9話
- 妙子：和泉雅子
- 順子：香川明子
- 横山：冷泉公裕

第10話
- ケン太郎：小池朝雄
- 高松：高津住男
- 木場の御隠居：藤原釜足
- 婦長：野村昭子
- 先輩芸者・染太郎：薗千雅子

第11話
- 五条公彦（元華族）：清川新吾
- 田所：犬塚弘
- 青山老人：加藤嘉
- 羅宇屋：三木のり平

第12話
- 羅宇屋：三木のり平
- 貫一：手塚学
- 医師・大竹：下條正巳

第13話
- ヤクザ・虎吉：西村晃
- 竹三：樋浦勉
- 勇次：浜田寅彦
- 小春の父・健ちゃん：三木のり平

## スタッフ
脚本
- 岡本喜八
- 松島利昭
- 長野洋

演出
- 小林俊一
- 青木征雄

## サブタイトル
| 話数 | 放送日        | サブタイトル               | 脚本               | 演出     |
| ---- | ------------- | -------------------------- | ------------------ | -------- |
| 1    | 1975年7月7日  | 浅草鳥越あずま床           | 岡本喜八           | 小林俊一 |
| 2    | 1975年7月14日 | 忍ぶ恋路は柳橋             | 岡本喜八           | 小林俊一 |
| 3    | 1975年7月21日 | あぶらかたぶら柳橋         | 岡本喜八、松島利昭 | 小林俊一 |
| 4    | 1975年7月28日 | どうか下谷の幸福園         | 岡本喜八           | 小林俊一 |
| 5    | 1975年8月4日  | 上野西郷花ふぶき           | 岡本喜八           | 小林俊一 |
| 6    | 1975年8月11日 | 火筒のひびき雷門           | 岡本喜八           | 青木征雄 |
| 7    | 1975年8月18日 | 踊る金髪浅草寺             | 岡本喜八           | 小林俊一 |
| 8    | 1975年8月25日 | 迷う心の待乳山             | 岡本喜八、松島利昭 | 小林俊一 |
| 9    | 1975年9月1日  | すさまじき恋を駿河台       | 岡本喜八、松島利昭 | 小林俊一 |
| 10   | 1975年9月8日  | 神か仏か鬼子母神           | 岡本喜八、長野洋   | 青木征雄 |
| 11   | 1975年9月15日 | 仇な写し絵・麹町           | 岡本喜八           | 小林俊一 |
| 12   | 1975年9月22日 | そよ吹く風に言問わば       | 岡本喜八、長野洋   | 青木征雄 |
| 13   | 1975年9月29日 | ひょっこりひょっとこ瓢箪池 | 岡本喜八           | 小林俊一 |